# Christoph Friedrich Pfleiderer
Christoph Friedrich Pfleiderer, från 1808 von Pfleiderer, född den 20 oktober 1736 i Kirchheim unter Teck, Hertigdömet Württemberg, död den 27 september 1821 i Tübingen, Kungariket Württemberg, var en tysk matematiker.
Pfleiderer disputerade den 1 oktober 1757 under Johann Kies i Tübingen med en avhandling inom astronomi, De ratione ponderum in superficiebus Solis et Planetarum. Han studerade därpå, från 1763, matematik i Genève under Georges-Louis Le Sage och blev, på dennes anbefallning till Adam Kazimierz Czartoryski, professor i matematik och fysik vid militärakademin i Warszawa 1766, där han också 1775 blev medlem av kommissionen för utformande av skolböcker i Polen (Towarzystwo do Ksiąg Elementarnych, som leddes av Czartoryski och Ignacy Potocki). 1781 kallades Pfleiderer till professor i matematik vid Tübingens universitet efter Kies död och tillträdde den 14 april 1782. Hans installationstal hade titeln De cautelis quibusdam generaloribus in legibus naturae investigandis. I slutet av samma år gifte han sig med Johanna Friederike Gaum, dotter till en läkare, och paret fick två döttrar och två söner.
1808 tilldelades han Civilförtjänstorden och adlades.

## Verk
- Expositio et dilucidatio libri quinti Elementorum Euclidis, del 1 1782 (del 2 utgavs ej)
- Analysis triangulorum rectilineorum, del 1 1784, del 2 1785
- De dimensione circuli, del 1 1787, del 2 1790
- Theorematus Tayloriani demonstratio, 1789
- Kepleri methodus solida quaedam sua dimitiendi illustrata et cum methodis geometrarum posteriorum comparata, 1795
- Scholia in librum secundum Elementorum Euclidis, del 1 1797, del 2 1798, del 3 1799
- Scholia in librum sextum Elementorum Euclidis, del 1 1800, del 2 1801, del 3 1802, del 4 1805
- Theses inaugurales mathematico-physicae, 1782-1792
- Programmata de voce sinus in acto Baccalaur, 1786, 1790, 1794
- Ebene Trigonometrie mit Anwendungen und Beiträgen zur Geschichte derselben, 1802, (Analysis triangulorum rectilineorum översatt till tyska av Johann Gottlieb Friedrich von Bohnenberger)